# Pływanie na Letnich Igrzyskach Olimpijskich 2012 – 100 m stylem dowolnym mężczyzn
Pływanie na Letnich Igrzyskach Olimpijskich 2012 – 100 m stylem dowolnym mężczyzn – jedna z konkurencji pływackich rozgrywanych podczas XXX Letnich Igrzysk Olimpijskich w Londynie.
Wyznaczone przez FINA minima kwalifikacyjne wynosiły 48.82 (minimum A) oraz 50.53 (minimum B).

## Statystyka

### Rekordy
Tabela przedstawia rekordy olimpijski, świata oraz poszczególnych kontynentów w tej konkurencji.
| Rekord świata     | César Cielo       | 46.91 | Rzym, Włochy    | 30.07.2009 |
| Rekord olimpijski | Eamon Sullivan    | 47.05 | Pekin, Chiny    | 13.08.2008 |
| Rekord Afryki     | Lyndon Ferns      | 47.79 | Rzym, Włochy    | 29.07.2009 |
| Rekord Ameryki    | César Cielo Filho | 46.91 | Rzym, Włochy    | 30.07.2009 |
| Rekord Azji       | Takurō Fuji'i     | 48.49 | Hongkong, Chiny | 08.12.2009 |
| Rekord Europy     | Alain Bernard     | 47.12 | Rzym, Włochy    | 30.07.2009 |
| Rekord Oceanii    | Eamon Sullivan    | 47.05 | Pekin, Chiny    | 13.08.2008 |

## Terminarz
| Data                   | Czas  | Runda      |
| ---------------------- | ----- | ---------- |
| Wtorek, 31 lipca 2012  | 10:00 | Eliminacje |
| Wtorek, 31 lipca 2012  | 19:30 | Półfinał   |
| Środa, 1 sierpnia 2012 | 20:20 | Finał      |

## Wyniki
Do zawodów przystąpiło 60 zawodników, którzy zostali podzieleni na 8 biegów eliminacyjnych. Do półfinałów awansowało 16 pływaków z najlepszymi czasami. Najlepszy wynik z kwalifikacji osiągnął Nathan Adrian, a ostatni czas dający awans należał do Shaune Frasera, który ukończył zmagania z rezultatem 48.99. W następnej najszybszy był James Magnussen, a ostatnim zawodnikiem przechodzącym do finału był Nikita Łobincew z rezultatem 48.38. 
Finał odbył się dzień po eliminacjach i półfinałach. Zwycięzcą został Nathan Adrian kończąc wyścig z czasem 47.52. Srebrny medal zdobył James Magnussen z rezultatem 47.53, a brązowy medal wywalczył Brent Hayden z wynikiem 47.80.

### Eliminacje

#### Bieg 1
| Poz. | Zawodnik                 | Wynik   | Uwagi |
| ---- | ------------------------ | ------- | ----- |
| 1.   | Mamadou Soumaré          | 57.32   |       |
| 2.   | Ahmed Husam              | 57.53   |       |
| 3.   | Ammaar Ghadiyali         | 1:01.07 |       |
| 4.   | Beni Bertrand Binobagira | 1:04.57 |       |

#### Bieg 2
| Poz. | Zawodnik         | Wynik | Uwagi |
| ---- | ---------------- | ----- | ----- |
| 1.   | Esau Simpson     | 53.26 |       |
| 2.   | Sergey Krovyakov | 54.43 | NR    |
| 3.   | Paul Elaisa      | 54.87 |       |
| 4.   | Niall Roberts    | 55.66 |       |
| 5.   | Tamir Andriej    | 56.37 |       |
| 6.   | Shane Mangroo    | 56.46 |       |
| 7.   | Omar Núñez       | 57.11 |       |
| 8.   | Israr Hussain    | 57.86 |       |

#### Bieg 3
| Poz. | Zawodnik          | Wynik | Uwagi |
| ---- | ----------------- | ----- | ----- |
| 1.   | Sidni Hoxha       | 51.11 |       |
| 2.   | Kevin Ávila Soto  | 51.44 |       |
| 3.   | Andrew Chetcuti   | 51.67 | NR    |
| 4.   | Jemal Le Grand    | 51.86 |       |
| 5.   | Andrew Rutherfurd | 52.57 |       |
| 6.   | Mohammad Bidarian | 52.93 |       |
| 7.   | Chris Duenas      | 53.37 |       |
| 8.   | Mikajel Kolojan   | 53.82 |       |

#### Bieg 4
| Poz. | Zawodnik                | Wynik | Uwagi |
| ---- | ----------------------- | ----- | ----- |
| 1.   | Kemal Arda Gürdal       | 49.71 |       |
| 2.   | Uvis Kalniņš            | 49.96 |       |
| 3.   | Ben Hockin              | 50.12 |       |
| 4.   | Nabil Kebbab            | 50.37 |       |
| 5.   | Jauhien Curkin          | 50.53 |       |
| 6.   | Gabriel Melconian Álvez | 50.68 |       |
| 7.   | Branden Whitehurst      | 51.04 |       |
| –    | George Bovell           | –     | NS    |

#### Bieg 5
| Poz. | Zawodnik            | Wynik | Uwagi |
| ---- | ------------------- | ----- | ----- |
| 1.   | Norbert Trandafir   | 49.02 |       |
| 2.   | Martin Verner       | 49.49 |       |
| 3.   | David Dunford       | 49.60 |       |
| 4.   | Mindaugas Sadauskas | 49.78 |       |
| 5.   | Dominik Meichtry    | 49.95 |       |
| 6.   | Kristian Gołomeew   | 50.08 |       |
| –    | Lü Zhiwu            | –     | NS    |
| –    | Dominik Kozma       | –     | NS    |

#### Bieg 6
| Poz. | Zawodnik        | Wynik | Uwagi |
| ---- | --------------- | ----- | ----- |
| 1.   | Nathan Adrian   | 48.19 | Q     |
| 2.   | Gideon Louw     | 48.29 | Q     |
| 3.   | Brett Fraser    | 48.54 | Q     |
| 4.   | Nikita Łobincew | 48.60 | Q     |
| 5.   | César Cielo     | 48.67 | Q     |
| 6.   | Filippo Magnini | 49.18 |       |
| 7.   | Adam Brown      | 49.20 |       |
| –    | Daniła Izotow   | –     | NS    |

#### Bieg 7
| Poz. | Zawodnik         | Wynik | Uwagi |
| ---- | ---------------- | ----- | ----- |
| 1.   | Pieter Timmers   | 48.54 | Q     |
| 2.   | Konrad Czerniak  | 48.67 | Q     |
| 3.   | James Roberts    | 48.93 | Q     |
| 3.   | Yannick Agnel    | 48.93 | Q     |
| 5.   | Hanser García    | 48.97 | Q     |
| 6.   | Marco di Carli   | 49.03 |       |
| 7.   | Graeme Moore     | 49.29 |       |
| 8.   | Nicolas Oliveira | 49.51 |       |

#### Bieg 8
| Poz. | Zawodnik              | Wynik | Uwagi |
| ---- | --------------------- | ----- | ----- |
| 1.   | Sebastiaan Verschuren | 48.37 | Q     |
| 2.   | James Magnussen       | 48.38 | Q     |
| 3.   | Brent Hayden          | 48.53 | Q     |
| 3.   | Cullen Jones          | 48.61 | Q     |
| 5.   | Fabien Gilot          | 48.95 | Q     |
| 6.   | Shaune Fraser         | 48.99 | Q     |
| 7.   | Luca Dotto            | 49.43 |       |
| 8.   | Stefan Nystrand       | 49.55 |       |

### Półfinały

#### Półfinał 1
| Poz. | Zawodnik        | Wynik | Uwagi |
| ---- | --------------- | ----- | ----- |
| 1.   | James Magnussen | 47.63 | Q     |
| 2.   | César Cielo     | 48.17 | Q     |
| 3.   | Nikita Łobincew | 48.38 | Q     |
| 4.   | Gideon Louw     | 48.44 |       |
| 5.   | Fabien Gilot    | 48.49 |       |
| 6.   | James Roberts   | 48.57 |       |
| 7.   | Brett Fraser    | 48.92 |       |
| 8.   | Shaune Fraser   | 49.07 |       |

#### Półfinał 2
| Poz. | Zawodnik              | Wynik | Uwagi |
| ---- | --------------------- | ----- | ----- |
| 1.   | Nathan Adrian         | 47.97 | Q     |
| 2.   | Hanser García         | 48.04 | Q     |
| 3.   | Sebastiaan Verschuren | 48.13 | Q     |
| 4.   | Brent Hayden          | 48.21 | Q     |
| 5.   | Yannick Agnel         | 48.23 | Q     |
| 6.   | Konrad Czerniak       | 48.44 |       |
| 7.   | Pieter Timmers        | 48.57 |       |
| 8.   | Cullen Jones          | 48.60 |       |

### Finał
| Poz. | Zawodnik              | Wynik | Uwagi |
| ---- | --------------------- | ----- | ----- |
|      | Nathan Adrian         | 47.52 |       |
|      | James Magnussen       | 47.53 |       |
|      | Brent Hayden          | 47.80 |       |
| 4.   | Yannick Agnel         | 47.84 |       |
| 5.   | Sebastiaan Verschuren | 47.88 |       |
| 6.   | César Cielo           | 47.92 |       |
| 7.   | Hanser García         | 48.04 |       |
| 8.   | Nikita Łobincew       | 48.44 |       |